# 北部区 (斐济)
北部区（Northern Division）是斐济的四个区之一，位于斐济北部，该区辖有马苏阿塔、萨考恩德罗韦、姆布阿三省。行政中心为兰巴萨。
北部区包含整个瓦努阿岛。该区的著名领导人有佩纳亚·加尼劳，他是斐济共和国的第一任斐济总统（1987-1993）。前斐济总理西蒂韦尼·兰布卡也来自该区。
16°30′S 179°30′E / 16.500°S 179.500°E
1. ↑  . statsfiji.gov.fj.   [7 Nov 2021]. （原始内容存档于2020-10-20）.
2. ↑  . statsfiji.gov.fj.   [7 Nov 2021]. （原始内容存档于2021-11-24）.